# Fethiye Çakıl
Fethiye Çakıl (* 4. September 1933 in Kartal; † 22. März 2009 in Stuttgart) war eine türkische Mitbürgerin, die seit 1965 in Stuttgart lebte. 2007 erhielt sie „für ihr herausragendes Engagement bei der Integration türkischer Frauen und ihren großen Einsatz für das Deutsche Rote Kreuz“ das Verdienstkreuz am Bande des Verdienstordens der Bundesrepublik Deutschland.

## Leben
Fethiye Çakıl lebte seit 1965 in Deutschland. 1966 organisierte sie den ersten türkischen Unterricht mit türkischen Lehrern in Deutschland. Sie engagierte sich darüber hinaus im türkischen Elternbeirat, als dessen Vorsitzende sie von 1966 bis 1983 zum Beispiel Informationsveranstaltungen für türkische Eltern von Kindern im schulpflichtigen Alter über das deutsche Schulsystem organisierte.
Als stellvertretendes Mitglied im Ausländerbeirat der Stadt Stuttgart war Çakıl von 1977 bis 1983 tätig. Auch war sie in dieser Zeit Sprecherin der türkischen Frauen der türkischen Arbeiterwohlfahrt. Sie war Mitbegründerin der Türk Okul Aile Birlikleri Federasyonu und des Türkischen Frauenvereins Stuttgart (Stuttgart Türk Kadınlar Derneği), dessen Vorsitzende sie viele Jahre war.
Von 1980 bis 1983 organisierte sie Seminare zum Thema Probleme junger türkischer Mädchen, nahm teilweise Mädchen, die aus ihren Familien geflüchtet waren, bei sich zu Hause auf.
In den 1990er Jahren wurde Fethiye Çakıl nach persönlichen Schicksalsschlägen (Ihre ältere Tochter Hilal Soylu starb 1990 mit 32 Jahren an Krebs) Mitglied in der Stiftung Krebskranker in der Türkei und beteiligte sich an Sammlungen. Weiterhin sorgte sie für das Stattfinden von verschiedenen integrativen Kursen und Seminaren, nun an der Volkshochschule Stuttgart, in Gesundheitsämtern sowie Jugend- und Frauenhäusern.
Ende der 1990er/Anfang der 2000er organisierte Fethiye Çakıl eine Zusammenarbeit zwischen dem Deutschen Roten Kreuz (DRK) und dem türkischen Frauenverein, die in einen vom DRK angebotenen Integrationskurs Älterwerden in Deutschland mündete, der bis heute stattfindet.

## Ehrungen
Durch den Stuttgarter Oberbürgermeister Wolfgang Schuster wurde ihr im Jahr 2007 das Verdienstkreuz am Bande des Verdienstordens der Bundesrepublik Deutschland überreicht. Sie war damit die erste türkische Migrantin der ersten Generation, die diese Auszeichnung erhielt.

## Weblink
- Bundesverdienstkreuz für Fethiye Cakil (mit ausführlicher Biografie); Pressemitteilung vom 26. April 2007